# أوبل ميريفا
أوبل ميريفا (بالإنجليزية: Opel Meriva)‏ هي سيارة ميني فان من صناعة أوبل أنتجت في 2002.

## نبذة
في العام 2002 قام الصانع الألماني أوبل بإطلاق طراز ميريفا الجديد كلياً، الذي يندرج تحت فئة السيارات الصغيرة المدمجة متعددة الاستعمالات، ويباع هذا الطراز في جميع أنحاء أوروبا تحت علامة أوبل التجارية، لكن في بريطانيا يباع باسم فوكسهول ميريفا، كما وتقوم شركة أوبل بتصنيع هذا الطراز في مصنعها في مدينة فيغيرويلاس في إسبانيا.
يزهو الشكل الخارجي لطراز أوبل ميريفا الجديد كلياً بغطاء محرك قصير وانسيابي، وأضواء أمامية عصرية كبيرة تعمل بتقنية LED النهارية، وشبك تهوية مزين بخطوط من الكروم، وصادم أنيق يحتوي على فتحة تهوية طولية وأضواء ضباب دائرية على جانبيه.
وتتميز أوبل ميريفا من الجوانب بأبواب ثورية ذات خطوط مموجة تفتح بطريقة عكسية لتسهيل عملية الدخول والخروج، وبمرايا مستقلة ذات تحكم كهربائي، أما من الخلف فتتميز ميريفا الجديدة كلياً بباب صندوق أمتعة مدمج يحتوي على ماسحة زجاج مع مرش ماء بالإضافة إلى قسم من الأضواء الخلفية الجميلة.
المقصورة الداخلية لطراز أوبل ميريفا الجديد كلياً واسعة ورحبة وغنية بالعديد من حجرات التخزين، كما وتتميز أيضا بلوحة عدادات أنيقة محاطة بإطار من الكروم، وبمقود جلدي متعدد الوظائف مزود بأزرار للتحكم بالنظام الصوتي والمكالمات ومثبت السرعة، بالإضافة إلى مقاعد أمامية وخلفية مريحة مزودة بخاصية التحكم المرن بعدة اتجاهات.
وزودت أوبل ميريفا أيضا بكونسول وسطي يحتوي على شاشة ملونة في أعلاه لعرض الأنظمة الترفيهية والمعلوماتية، بالإضافة إلى أزرار التحكم بنظام التكيف وأنظمة السيارة والنظام الصوتي، ومداخل AUX وUSB لربط الأجهزة الذكية وأجهزة الموسيقى.

## وصلات خارجية
- تقرير اوبل ميريفا